# Many Happy Returns
Many Happy Returns è una raccolta di articoli umoristici scritti dal comico statunitense Groucho Marx.

## Il libro
Già autore negli anni precedenti di diversi pezzi umoristici, apparsi sulle maggiori riviste di attualità statunitensi, e di una raccolta di articoli intitolata Letti (1930), Groucho Marx iniziò a lavorare a Many Happy Returns all'inizio degli anni quaranta, in coincidenza con il rallentamento della propria attività cinematografica.
Many Happy Returns nacque nel 1941, con il contributo di Arthur Sheekman, sceneggiatore e amico di Groucho: il libro è una sorta di guida all'evasione fiscale e di parodia in cui viene preso di mira l'Ufficio Imposte. Il titolo originale, traducibile in italiano nella formula augurale "Cento di questi giorni", gioca in realtà sull'espressione tax return, ovvero la dichiarazione dei redditi.
L'umorismo di Groucho spaziò nel libro anche in argomenti a quell'epoca di stretta attualità e legati all'impegno bellico degli Stati Uniti nella seconda guerra mondiale, in particolare sul fronte del Pacifico. La copertina del libro raffigurò una caricatura in cui Groucho colpisce Hirohito, Adolf Hitler e Benito Mussolini con un martello recante la scritta Imposte Dirette.
Come già accaduto dopo la pubblicazione di Letti, le recensioni furono tiepide e i critici sostennero come il lavoro scritto di Groucho non fosse divertente quanto lo era lui in persona. La vendita fu di sole cinquemila copie, malgrado l'insistente campagna pubblicitaria dell'autore su Variety, tanto che Groucho in seguito commentò: "Io scrivo solo prime edizioni".